# Gustav Lindau
Gustav Lindau, född den 2 maj 1866 i Dessau, död den 10 oktober 1923 i Berlin, var en tysk botaniker och mykolog.
Han studerade naturhistoria i Heidelberg och Berlin för Simon Schwendener och avslutade sin doktorsavhandling om sporsäckar hos lavar 1888. 1890 blev han direktör för den botaniska trädgården i Münster och assistent till Julius Oscar Brefeld. 1892 blev han assistent vid Botanischer Garten Berlin. Lindau blev biträdande professor i filosofi 1894 och professor 1902.
Släktet Lindauea uppkallades efter Lindau av Alfred Barton Rendle.
Auktorsnamnet Lindau kan användas för Gustav Lindau i samband med ett vetenskapligt namn inom botaniken; se Wikipediaartiklar som länkar till auktorsnamnet.